# Танана (Аляска)
Танана (англ. Tanana) — місто (англ. city) в США, в окрузі Юкон-Коюкук штату Аляска. Населення — 246 осіб (2010).

## Географія
Танана розташоване в центральній частині Внутрішньої Аляски у злиття річок Юкон та Танана. Місто обслуговує однойменний аеропорт.
Танана розташована за координатами 65°11′4″ пн. ш. 152°3′17″ зх. д. / 65.18444° пн. ш. 152.05472° зх. д. (65.184555, -152.054643).  За даними Бюро перепису населення США в 2010 році місто мало площу 40,62 км², з яких 28,60 км² — суходіл та 12,03 км² — водойми.

### Клімат
Місто знаходиться у зоні, котра характеризується континентальним субарктичним кліматом. Найтепліший місяць — липень із середньою температурою 14.4 °C (58 °F). Найхолодніший місяць — січень, із середньою температурою -24.4 °С (-12 °F).
| Клімат Танани           | Клімат Танани | Клімат Танани | Клімат Танани | Клімат Танани | Клімат Танани | Клімат Танани | Клімат Танани | Клімат Танани | Клімат Танани | Клімат Танани | Клімат Танани | Клімат Танани | Клімат Танани |
| Показник                | Січ.          | Лют.          | Бер.          | Квіт.         | Трав.         | Черв.         | Лип.          | Серп.         | Вер.          | Жовт.         | Лист.         | Груд.         | Рік           |
| Абсолютний максимум, °C | 4             | 7             | 11            | 21            | 28            | 32            | 33            | 32            | 25            | 19            | 5             | 7             | 33            |
| Середній максимум, °C   | −20           | −15           | −7            | 2             | 13            | 20            | 21            | 17            | 10            | 0             | −13           | −19           | 0             |
| Середня температура, °C | −24           | −20           | −14           | −4            | 6             | 13            | 14            | 11            | 5             | −4            | −17           | −23           | −5            |
| Середній мінімум, °C    | −28           | −25           | −21           | −11           | 0             | 6             | 8             | 5             | 0             | −8            | −21           | −27           | −10           |
| Абсолютний мінімум, °C  | −60           | −55           | −49           | −40           | −25           | −5            | −1            | −7            | −16           | −32           | −48           | −55           | −60           |
| Норма опадів, мм        | 10            | 10            | 10            | 10            | 20            | 20            | 50            | 60            | 40            | 20            | 10            | 10            | 330           |
| Днів з опадами          | 6             | 8             | 7             | 7             | 9             | 13            | 15            | 17            | 16            | 13            | 12            | 10            | 133           |
| Днів з дощем            | 2             | 2             | 1             | 1             | 2             | 2             | 4             | 5             | 3             | 2             | 1             | 2             | 30            |
| ----------------------- | ------------- | ------------- | ------------- | ------------- | ------------- | ------------- | ------------- | ------------- | ------------- | ------------- | ------------- | ------------- | ------------- |
| Джерело: Weatherbase    |               |               |               |               |               |               |               |               |               |               |               |               |               |

## Демографія
Згідно з переписом 2010 року, у місті мешкало 246 осіб у 100 домогосподарствах у складі 57 родин. Густота населення становила 6 осіб/км².  Було 136 помешкань (3/км²). 
Расовий склад населення:
| - 86,6 % — корінних американців - 9,8 % — білих - 0,4 % — азіатів |

До двох чи більше рас належало 2,8 %. Іспаномовні складали 0,4 % від усіх жителів.
За віковим діапазоном населення розподілялося таким чином: 25,6 % — особи молодші 18 років, 66,7 % — особи у віці 18—64 років, 7,7 % — особи у віці 65 років та старші. Медіана віку мешканця становила 42,3 року. На 100 осіб жіночої статі у місті припадало 113,9 чоловіків;  на 100 жінок у віці від 18 років та старших — 123,2 чоловіків також старших 18 років.
Середній дохід на одне домашнє господарство  становив 51 433 долари США (медіана — 45 625), а середній дохід на одну сім'ю — 61 381 долар (медіана — 53 571). Медіана доходів становила 38 750 доларів для чоловіків та 31 875 доларів для жінок. За межею бідності перебувало 4,2 % осіб, у тому числі 0,0 % дітей у віці до 18 років та 0,0 % осіб у віці 65 років та старших.
Цивільне працевлаштоване населення становило 118 осіб. Основні галузі зайнятості: публічна адміністрація — 30,5 %, транспорт — 24,6 %, освіта, охорона здоров'я та соціальна допомога — 13,6 %, будівництво — 13,6 %.

## Історія
1898 року на місці майбутнього міста був побудований форт Гіббон, необхідний для обслуговування телеграфної лінії між Фербанксом та Номом, водночас відкрилося перше поштове відділення. 1906 року золотошукачі стали покидати берега Юкону, тому до 1923 року форт виявився повністю покинутим. Під час Другої світової війни біля Танана побудували аеродром, який служив важливою базою дозаправки. В 1949 році була побудована лікарня, яка в 1960-1970-х роках грала важливу економічну роль для міста, забезпечуючи робочі місця 54 людям, але 1982 року вона була закрита: станом на 2010 рік її корпуси використовуються як оздоровча лікарня, консультаційний центр, офіс місцевого племені та місце проживання старійшин. 1961 року Танана отримало статус міста, 1982 року — міста першого класу (1st Class City).
2012 року життя міста та його мешканців було показане в 9-серійному документальному серіалі «Юконці».